# Климатски елементи
Климатски елементи имају променљиве вредности јер зависе од низа појава и процеса у атмосфери. За осматрање су од највећег значаја њихове средње и екстремне (минимум и максимум) вредности. Најважнији климатски елементи су:
- Сунчева радијација (кратки и дуги таласи),
- Температура ваздуха и површине Земље,
- Ваздушни притисак,
- Правац и брзина ветра,
- Влажност ваздуха,
- Испаравање,
- Облачност,
- Сунчев сјај,
- Падавине и
- Снежни покривач.

Осим ових главних елемената могу се издвојити још неки мање важни:
- Електрицитет у ваздуху
- Аеросоли у ваздуху